# Paul Rönnefeld
Paul Rönnefeld, auch Pawel Ronnevelt († 11. September 1581 in Lübeck) war Kaufmann und Ratsherr der Hansestadt Lübeck.

## Leben
Paul Rönnefeld war Kaufmann in Lübeck. 1572 ist er im Pastorenbuch des Lübecker Doms als Stifter von zwei Klingelbeuteln belegt. Er wurde 1573 in den Lübecker Rat erwählt. 1574 war er gemeinsam mit dem Ratssyndicus Calixtus Schein als Gesandter der Stadt in Schweden, um bei König Johann III. die Freigabe von 17 auf der Rückreise von Narva durch die Schweden gekaperten Lübecker Kauffahrteischiffen zu erlangen. Diese diplomatische Mission scheiterte und der Lübecker Rat wandte sich wegen dieses Bruchs des Friedens von Stettin an den Kaiser.
Rönnefeld bewohnte in Lübeck das Haus Breite Straße 37.